# Thomas Cave
Thomas Cave (16 ottobre 1825 – 2 novembre 1894) è stato un politico inglese.

## Carriera politica
Cave fu eletto per la circoscrizione parlamentare di Barnstaple nel 1865, un posto che tenne fino al 1880. Servì anche come sceriffo di Londra tra il 1863 e il 1864 e fu un giudice di pace per Surrey.

## Famiglia
Cave sposò Elisabetta, figlia di Jasper Shallcrass, nel 1849. Ebbero cinque figli, tra cui il lord cancelliere George Cave, I visconte Cave e Basil Cave, console generale a Zanzibar e Algeri, e cinque figlie. Cave morì nel novembre 1894, all'età di 69 anni. Elizabeth gli sopravvisse per più di 30 anni e morì nel novembre 1925.